# .ua
.ua (Ucrânia) é o código TLD (ccTLD) na Internet para a Ucrânia.